# أرماندو غالو
أرماندو غالو (بالإيطالية: Armando Gallo)‏ هو كاتب سير وصحفي ومصور إيطالي، ولد في 24 يناير 1944 في ميرا ( فينيتو) في إيطاليا.

## وصلات خارجية
- أرماندو غالو على موقع ميوزك برينز (الإنجليزية)
- أرماندو غالو على موقع أول ميوزيك (الإنجليزية)
- أرماندو غالو على موقع ديسكوغز (الإنجليزية)